# Distretto di Umaria
Il distretto di Umaria è un distretto del Madhya Pradesh, in India, di 515 851 abitanti. È situato nella divisione di Rewa e il suo capoluogo è Umaria.